# 艾爾萊恩 (喬治亞州)
艾爾萊恩（英語：Air Line）是位於美國喬治亞州哈特縣的一個非建制地區。該地的面積和人口皆未知。

## 地理
艾爾萊恩的座標為34°21′45″N 83°01′50″W / 34.36250°N 83.03056°W，而該地的平均海拔高度為287米（即942英尺）。